# Ailia coila
Ailia coila (лат.) — вид рыб семейства Ailiidae. Единственный представитель рода Ailia.

## Описание
Серебристой окраски рыбы с удлинённым сжатым с боков телом. Длина тела обычно 15-18 см, максимальная длина — 30 см. Имеет 4 пары усов. Спинной плавник отсутствует.

## Экология
Населяет реки и озера. Держится у поверхности и в толще воды. Откладывают от 715 до 3020 икринок. Максимальная плодовитость наблюдается в июле.

## Генетика
Митохондриальный геном состоит из 16 565 пар нуклеотидов и кодирует из 13 генов кодирующих белки, 22 тРНК, 2 рРНК.

## Распространение
Обитает в Индии, Бангладеше, Непале и Пакистане.